# NSWRL 1931
Die NSWRL 1931 war die vierundzwanzigste Saison der New South Wales Rugby League Premiership, der ersten australischen Rugby-League-Meisterschaft. Den ersten Platz nach Ende der regulären Saison belegten die Eastern Suburbs. Diese verloren im Finale 7:12 gegen die South Sydney Rabbitohs, die damit zum 10. Mal die NSWRL gewannen.

## Tabelle
|     | Team                    | Spiele | Siege | Unent. | Ndlg. | Spiel- punkte | Diff. | Tabellen- punkte |
| --- | ----------------------- | ------ | ----- | ------ | ----- | ------------- | ----- | ---------------- |
| 01. | Eastern Suburbs         | 14     | 12    | 0      | 2     | 339:121       | + 218 | 24               |
| 02. | South Sydney Rabbitohs  | 14     | 9     | 0      | 5     | 250:176       | + 74  | 18               |
| 03. | Western Suburbs Magpies | 14     | 9     | 0      | 5     | 220:227       | - 7   | 18               |
| 04. | St. George Dragons      | 14     | 8     | 0      | 6     | 178:183       | - 5   | 16               |
| 05. | North Sydney Bears      | 14     | 6     | 0      | 8     | 143:198       | - 55  | 12               |
| 06. | Newtown Jets            | 14     | 5     | 0      | 9     | 205:194       | + 11  | 10               |
| 07. | Balmain Tigers          | 14     | 5     | 0      | 9     | 133:205       | - 72  | 10               |
| 08. | Sydney University       | 14     | 2     | 0      | 12    | 135:299       | - 164 | 4                |

## Playoffs

### Ausscheidungs/Qualifikations-Playoffs
| 22. August | South Sydney Rabbitohs | 16 : 5 | St. George Dragons | Sydney Sports Ground, Sydney Zuschauer: 17.561 Schiedsrichter: Chris McGrath |
| 22. August | (11:0) Bericht         |        |                    | Sydney Sports Ground, Sydney Zuschauer: 17.561 Schiedsrichter: Chris McGrath |

| 29. August | Western Suburbs Magpies | 10 : 8 | Eastern Suburbs | Sydney Sports Ground, Sydney Zuschauer: 20.387 Schiedsrichter: Webby Neill |
| 29. August | (0:8) Bericht           |        |                 | Sydney Sports Ground, Sydney Zuschauer: 20.387 Schiedsrichter: Webby Neill |

### Halbfinale
| 5. September | South Sydney Rabbitohs | 17 : 3 | Western Suburbs Magpies | Sydney Sports Ground, Sydney Zuschauer: 23.767 Schiedsrichter: Lal Deane |
| 5. September | (5:3) Bericht          |        |                         | Sydney Sports Ground, Sydney Zuschauer: 23.767 Schiedsrichter: Lal Deane |

### Grand Final
| 12. September | South Sydney Rabbitohs                                                                     | 12 : 7        | Eastern Suburbs                                                | Sydney Sports Ground, Sydney Zuschauer: 27.104 Schiedsrichter: Lal Deane |
| 12. September | Versuche: Eyers, Wearing Erhöhungen: Wearing (1/1), Williams (1/1) Dropgoals: Spillane (1) | (0:4) Bericht | Versuche: Tottey Straftritte: Lynch (1/1) Dropgoals: Lynch (1) | Sydney Sports Ground, Sydney Zuschauer: 27.104 Schiedsrichter: Lal Deane |

| 1  | Albert Spillane  |
| 2  | Benjamin Wearing |
| 3  | Jack Morrison    |
| 4  | Pat Maher        |
| 5  | John Why         |
| 6  | Jim Deeley       |
| 7  | Harry Eyers      |
| 8  | Percy Williams   |
| 9  | George Treweek   |
| 10 | Frank O’Connor   |
| 11 | Frank Curran     |
| 12 | Eddie Root       |
| 13 | Carl Eggen       |

| 1  | Ernest Norman     |
| 2  | Billy Hong        |
| 3  | Dave Brown        |
| 4  | Jack Lynch        |
| 5  | Fred Tottey       |
| 6  | Norm Pope         |
| 7  | Morrie Boyle      |
| 8  | Les Rogers        |
| 9  | Sidney Pearce Jr. |
| 10 | Max Nixon         |
| 11 | Perc Atkinson     |
| 12 | Dick Brown        |
| 13 | Ray Stehr         |